# کلانتر ناتینگهام

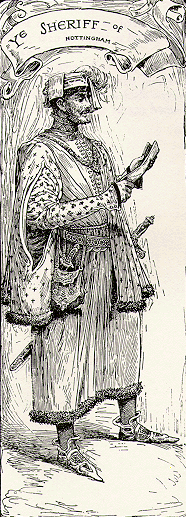
تصویر توسط لوئیس رهد، ۱۹۱۲

کلانتر ناتینگهام شخصیت اصلی افسانه رابین هود است. او به‌طور کلی به عنوان یک ظالم ظالم به تصویر کشیده می‌شود که با مردم محلی ناتینگهام شر بدرفتاری می‌کند و آن‌ها را مشمول مالیات‌های غیرقابل قبولی می‌کند. رابین هود با او می‌جنگد، از ثروتمندان و کلانتر را می‌دزدد تا به فقرا بدهد. رابین هود بیشتر به این ویژگی معروف است. کلانتر به عنوان دشمن اصلی رابین هود در نظر گرفته می‌شود، زیرا او به عنوان تکراری‌ترین دشمن قانون‌شکن معروف است.
معلوم نیست این شخصیت بر اساس چه کسی ساخته شده است. افسانه رابین هود (که حداقل به اندازه قرن چهاردهم قدمت دارد)، به‌طور سنتی از کلانتر ناتینگهام فقط با این عنوان یاد می‌شود. پست کلانتر ناتینگهام تنها در سال ۱۴۴۹ به وجود آمد. با این حال، از دوران بسیار کهن نورمن، یک کلانتر عالی ناتینگهم‌شایر، دربی‌شایر و جنگل‌های سلطنتی وجود داشته است که توسط پادشاه منصوب شده بود، که در سال ۱۵۶۸ به عنوان کلانتر عالی ناتینگهام‌شر انتخاب شد؛ بنابراین شخصیت در افسانه می‌توانست بر اساس منصوب سلطنتی مسئول اجرای قانون در جنگل‌های سلطنتی (که شامل جنگل شروود می‌شود) باشد.